# Métro de Donetsk
Le Métro de Donetsk (traduit de l'ukrainien : Донецьке метро, en russe Донецкий метрополитен) est un projet de métro dans la ville ukrainienne de Donetsk. Si ce métro ouvre, il deviendra le quatrième métro d'Ukraine (après ceux de Kiev, Kharkiv et de Dnipro).

## Historique
Quand la ville de Donetsk a atteint la barre du million d'habitants dans les années 1980, elle a eu le droit de construire son propre réseau de métro. En 1984, les premiers plans d'un système de métro de Donetsk ont été montrés au public. Ce projet de réseau initial prévoyait trois lignes et 46 stations. Ces lignes devaient passer par le centre-ville, deux lignes se croisant dans la banlieue de Donetsk. Mais la construction n'a pas immédiatement commencé. Ce n'est qu'après l'indépendance de l'Ukraine, que le Conseil des ministres a promulgué un décret le 30 décembre 1991 pour la construction de ce métro souterrain. Le travail d'enquête a été réalisé en 1992 et la construction a commencé la même année pour un achèvement du premier tronçon de la ligne 1 (6 stations, 9,6 km ) en 2002.
En 1995, en raison de la mauvaise situation financière de la municipalité de Donetsk, la date d'achèvement a été décalée à 2005. Le 5 septembre 1997, le Premier ministre d'Ukraine, Valeriy Poustovoïtenko, a ordonné que la première ligne soit ouverte au public pour 2005. Les premiers travaux sur quatre des six stations de métro ont commencé en 2000. La situation financière de Donetsk ne s'est pas améliorée. En juin 2003, les problèmes financiers sont tels que les salariés qui construisaient le métro n'étaient plus payés. Près de 300 millions de hryvnia (environ 48 millions d'euros) avaient pourtant été dépensés sur le projet.
Malgré des moyens supplémentaires promis en 2004 par le gouvernement ukrainien, les ouvriers durent se mettre en grève en 2009 pour obtenir le paiement de leurs salaires. En 2011, le maire arrêta la construction du métro pour une période indéterminée en raison de l'absence de financement, ce qui réduisit à néant l'espoir d'une ouverture à l'occasion du Championnat d'Europe de football 2012 dont Donetsk était l'une des villes hôtes.
Le projet annoncé en 2012 de poursuivre la construction de la ligne sur une emprise au sol pour une mise en service en décembre 2014 n'a pas non plus été finalisé.
La proclamation de la république populaire de Donetsk en mai 2014 et les combats dans la ville qui s'ensuivirent empêchent toute tentative éventuelle de reprise des travaux.